# 耶穌顯聖容

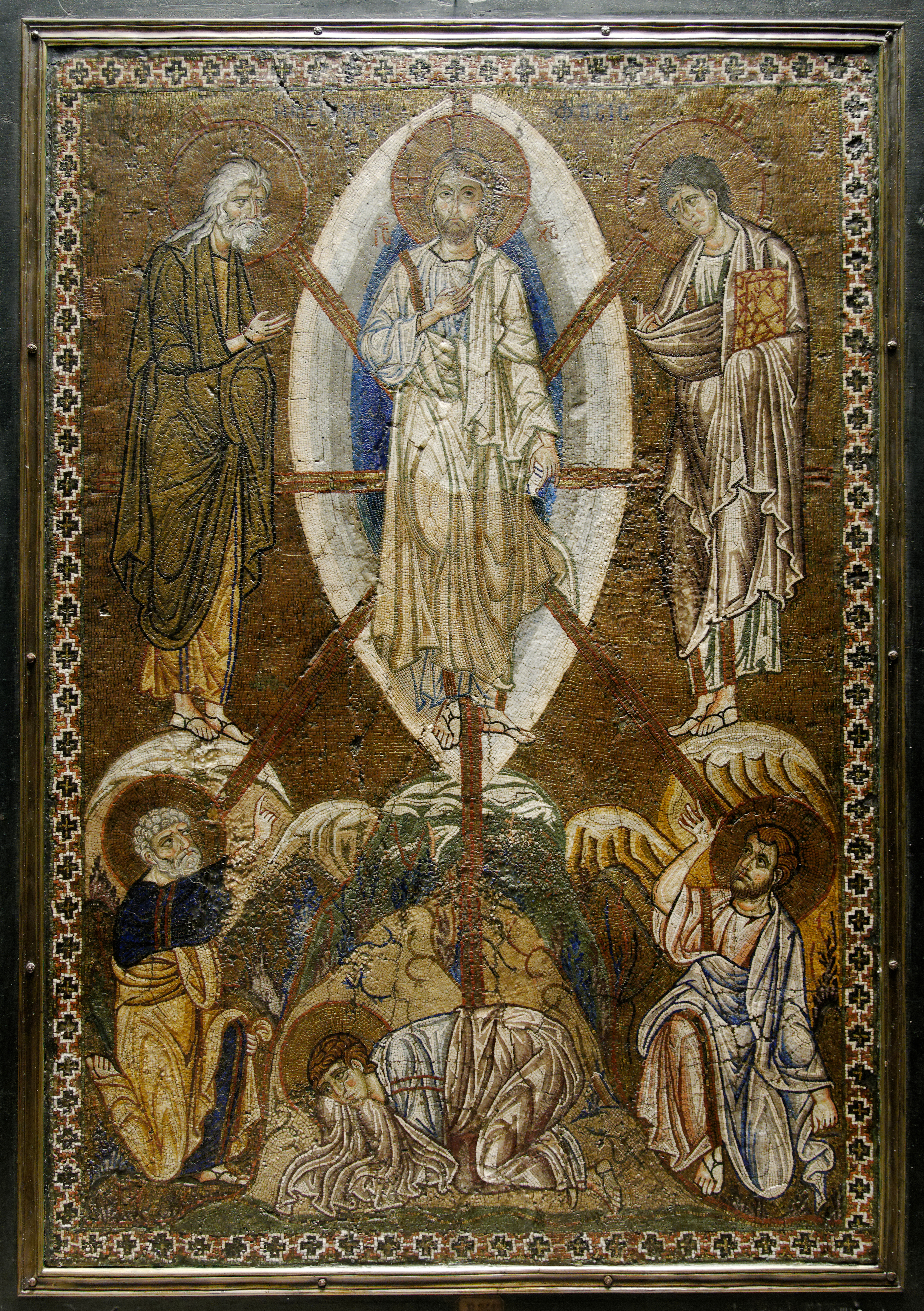

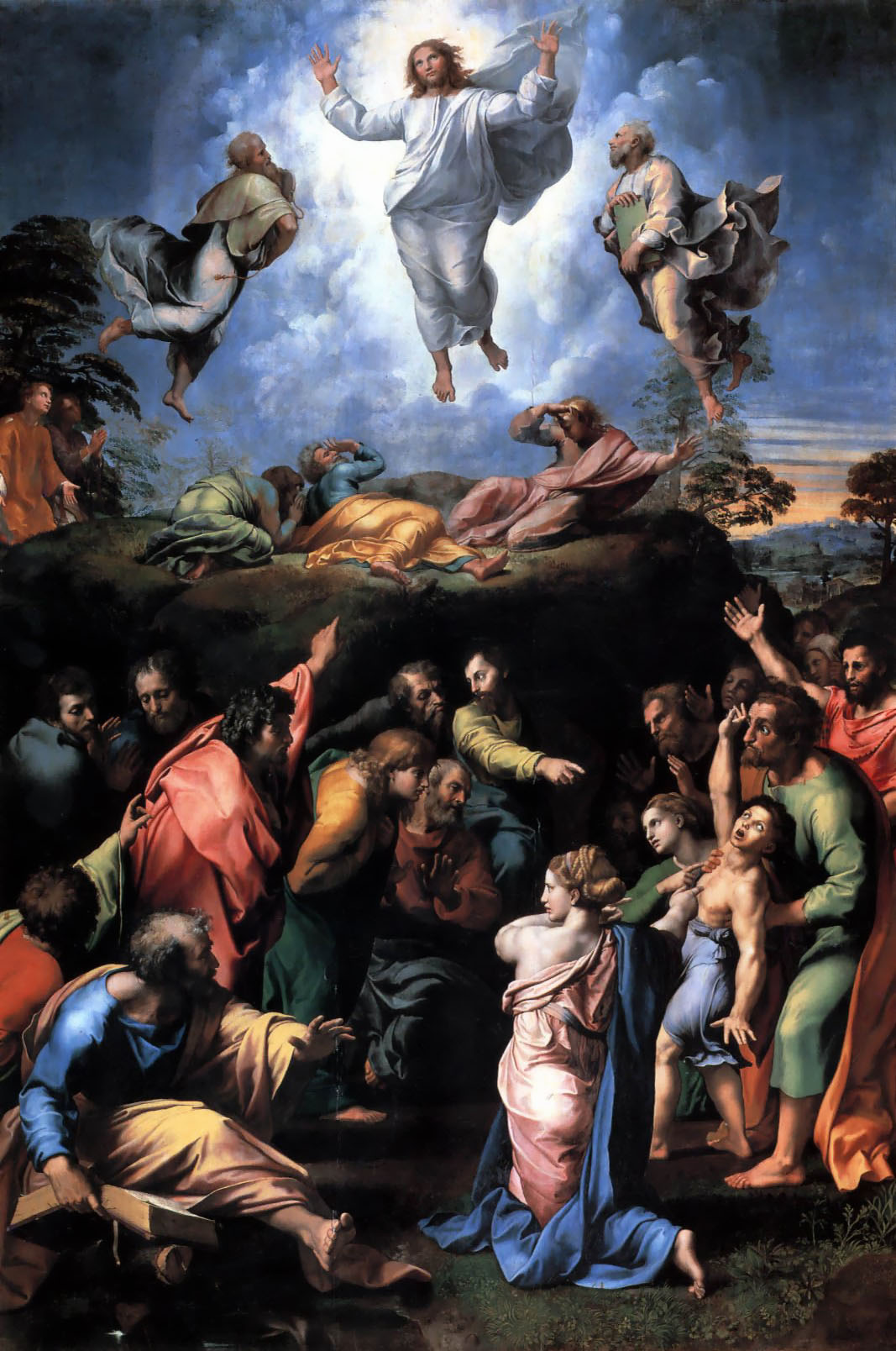
畫家拉斐爾畫的耶穌显圣容

耶稣显聖容，东正教称主易圣容，是聖經新約記載關於耶稣在大博爾山 (基督教聖經以和合本為例，僅翻譯為"高山"，見馬太福音17:1 （页面存档备份，存于）)改變容貌並且發光的事。對觀福音（馬太福音 17:1–9, 馬可福音 9:2-8, 路加福音 9:28–36）都有記載此事，彼得後書1章16至18節也參照此事。
在這些記載中，耶稣和他三個門徒前往大博爾山。在山上，耶穌開始發出明亮的光線，顯示出神的容貌。然後，先知摩西和以利亞出現在他兩旁，耶稣和他們談話。耶稣其後被一把從天而來的聲音呼喚為兒子，這被視為上帝對耶稣的工作的肯定。